# Francisco
Francisco ist ein männlicher Vorname und Familienname.

## Herkunft und Bedeutung
Der Name ist die spanische und portugiesische Form des Namens Franz. Spanische Kurzformen sind u. a. Fran und Paco. Eine portugiesische Kurzform ist Chico. Die spanische Kurzform geht auf den Franziskanerorden zurück: „Padres de la comunidad san francisco“.

## Namensträger

### Vorname
- Francisco Aguirre (* 1977), argentinischer Fußballspieler
- Francisco Alcácer (* 1993), genannt Paco Alcácer, spanischer Fußballspieler
- Francisco de Almeida (1450–1510), portugiesischer Seefahrer und Militär
- Francisco Álvares (~1465–~1540), portugiesischer Missionar und Entdecker
- Francisco d’Andrade (1859–1921), portugiesischer Opernsänger (Bariton)
- Francisco de Asís de Borbón (1822–1902), Königgemahl Isabellas II. von Spanien
- Francisco Ayala (1906–2009), spanischer Schriftsteller und Soziologe
- Francisco José Barnés de Castro (* 1946), mexikanischer Chemieingenieur und Manager
- Francisco Blake Mora (1966–2011), mexikanischer Politiker
- Francisco Bru (1885–1962), spanischer Fußballspieler, -schiedsrichter und -trainer
- Francisco Buarque de Hollanda (* 1944), brasilianischer Musiker und Autor
- Francisco Casavella (1963–2008), spanischer Schriftsteller
- Francisco Claver (1929–2010), römisch-katholischer Bischof auf den Philippinen
- Francisco Cornejo (1892–1963), mexikanischer Maler und Bildhauer
- Francisco Corzas Chávez (1936–1983), mexikanischer Maler
- Francisco da Costa Soares, osttimoresischer Politiker
- Francisco de Enzinas (1518–1552), spanischer Protestant und Übersetzer
- Francisco de Goya (1746–1828), spanischer Maler
- Francisco Díaz de León (1897–1975), mexikanischer Grafiker
- Francisco Eppens Helguera (1913–1990), mexikanischer Künstler
- Francisco Felicilda, philippinischer Poolbillardspieler
- Francisco Franco (1892–1975), spanischer General und Diktator
- Francisco Galdós (* 1947), spanischer Radrennfahrer
- Francisco Henriques († 1518), flämisch-portugiesischer Renaissancemaler
- Francisco Huaiquipán (* 1978), chilenischer Fußballspieler
- Francisco Ibáñez (1936–2023), spanischer Comiczeichner
- Francisco de Ibarra (1539–1575), spanischer Konquistador und Entdecker
- Francisco Largo Caballero (1869–1946), spanischer Politiker und Ministerpräsident der Zweiten Republik
- Francisco Madero (1873–1913), mexikanischer Revolutionär, Staatsmann und Präsident Mexikos (1911 bis 1913)
- Francisco de la Maza (1913–1972), mexikanischer Kunsthistoriker und -kritiker
- Francisco Medina (Schauspieler) (* 1977), deutsch-chilenischer Schauspieler
- Francisco Medina Ramírez (1922–1988), mexikanischer Ordensgeistlicher, Prälat von El Salto
- Francisco Ramírez Medina (1828–nach 1868), puerto-ricanischer Freiheitskämpfer
- Francisco de Mendoza (1545–1623), spanischer Feldherr
- Francisco Mérida Pérez, bekannt als Fran Mérida (* 1990), spanischer Fußballspieler
- Francisco Michea (* 1978), chilenischer Fußballspieler
- Francisco Montes de Oca y Saucedo (1837–1885), mexikanischer Politiker und Militärarzt
- Francisco Moreno Capdevila (1926–1995), spanisch-mexikanischer Künstler
- Francisco James Muñiz IV., bekannt als Frankie Muniz (* 1985), US-amerikanischer Schauspieler
- Francisco de Orellana (1511–1546), zentralamerikanischer Präsident
- Francisco de Peñalosa (1470–1528), spanischer Kleriker, Sänger und Komponist
- Francisco Pérez, argentinischer Fußballspieler
- Francisco Pizarro (~1477–1541), spanischer Conquistador
- Francisco de Quevedo (1580–1645), spanischer Schriftsteller
- Francisco Ribeiro (1965–2010), portugiesischer Musiker
- Francisco Ribeiro de Menezes (* 1965), portugiesischer Diplomat, Musiker und Liedtexter
- Francisco Romano Guillemín (1884–1950), mexikanischer Maler
- Francisco Sánchez Ruíz (* 1991), spanischer Poolbillardspieler
- Francisco J. Serrano (1900–1982), mexikanischer Architekt
- Francisco Simões (* 1946), portugiesischer Bildhauer und Zeichner
- Francisco Thompson-Flôres, brasilianischer Diplomat und stellvertretender Generaldirektor der Welthandelsorganisation
- Francisco Toledo (1532–1596), römisch-katholischer Kardinal
- Francisco Toledo (1940–2019), mexikanischer Maler
- Francisco Eduardo Tresguerras (1759–1833), mexikanischer Architekt, Maler, Bildhauer und Dichter
- Francisco Varela (1946–2001), chilenischer Biologe und Neurowissenschaftler
- Francisco de Xavier (1506–1552; Heiliger Franz Xaver), spanischer Missionar und Mitbegründer des Jesuitenordens
- Francisco Zúñiga (1912–1998), costa-ricanisch-mexikanischer Bildhauer und Maler

### Familienname
- Betty Francisco (1900–1950), US-amerikanische  Schauspielerin der Stummfilmära
- Don Francisco (Motorjournalist) (1918–2005), US-amerikanischer Motorjournalist, Verleger und Mitgründer der „National Off-Road Racing Association“
- Don Francisco (Fernsehmoderator) (* 1940), chilenisch-amerikanischer Fernsehmoderator
- Don Francisco (Sänger) (* 1946), US-amerikanischer Sänger und Komponist
- Fernando Francisco (* 1960), angolanischer Geistlicher und Weihbischof in Luanda
- Hidilyn Diaz Francisco (* 1991), philippinische Gewichtheberin, siehe Hidilyn Diaz
- James Francisco (1937–2018), US-amerikanischer Politiker
- Joseph Francisco (* 1955), US-amerikanischer Chemiker
- Juan Francisco (* 1978), dominikanischer Baseballspieler
- Mannie Francisco († 2020), südafrikanischer English-Billiards- und Snookerspieler
- Manoel João Francisco (* 1946), brasilianischer Geistlicher, Bischof von Chapecó
- Miguel Francisco (* 1985), angolanisch-deutscher Schauspieler und Musiker
- Noel Francisco (* 1969), US-amerikanischer Jurist
- Peter Francisco (* 1962), südafrikanischer Snookerspieler
- Rafael Ferreira Francisco (* 1986), genannt Toró, brasilianischer Fußballspieler
- Rafael da Silva Francisco (* 1983), genannt Rafinha, brasilianischer Fußballspieler
- Ramón Francisco (1929–2004), dominikanischer Lyriker und Essayist
- Silvino Francisco (1946–2024), südafrikanischer Snookerspieler
- Sydney Francisco (* 2005), palauische Leichtathletin
- Sylvain Francisco (* 1997), französischer Basketballspieler
- Vicente Francisco (1891–1974), philippinischer Politiker

### Künstlername
- Lady Francisco eigentlich Lady Chuquer Volla Borelli de Bourbon (1935–2019), brasilianische Schauspielerin